# Sales-Funnel
Der Sales-Funnel, oder Marketing-Funnel (deutsch etwa „Verkaufstrichter“) ist ein kundenzentriertes Vermarktungsmodell. Es illustriert theoretisch den Prozess einer Kaufentscheidung.

Ein einfacher viergeteilter Sales-Funnel:
A - Awareness (Bewusstsein), Marktpotential
I - Interest (Interesse), Prospekts oder potenzielle Kundschaft
D - Desire (Begehren), Personen mit Interesse an Produkt.
A - Action (Aktion), Kundschaft, Personen die das Produkt gekauft haben

Im Jahre 1898 entwickelte E. St. Elmo Lewis ein als AIDA-model bekanntes Ablaufschema eines Verkaufs. Der Sales Funnel verbindet das Modell von Lewis mit dem Prozess der Kundengewinnung. Die erste Verwendung der Metapher des Trichters (engl. „funnel“) in Verbindung mit dem AIDA-Modell ist im 1924 erschienenen Buch „Bond Salesmanship“ von William W. Townsend  nachweisbar. Der Sales-Funnel ist in der Vertriebspraxis weit verbreitet.  Das Modell findet als „Conversion Funnel“ im Onlinemarketing Anwendung. Die Optimierung der Umsetzung (engl. „Conversion“) von Werbeimpressionen zu Kundschaft durch Konversionspfad-Analyse ist eine zentrale Tätigkeit im Vertrieb. Sales-, Marketing- oder E-mail-Funnel oder einfach nur Funnel beschreiben alle dasselbe Model.